# Provincetown International Film Festival
Le Provincetown International Film Festival (PIFF, Festival international du film de Provincetown) est un festival annuel du film fondé en 1999 qui se tient à Provincetown, au Massachusetts.   
Le festival présente un éventail de longs métrages narratifs américains et internationaux, des documentaires et des courts métrages pendant une durée de cinq jours, au mois de juin,,

## Prix du cinéasteon the Edge
Ce prix est parrainé par la Coolidge Theater Foundation.   
- 1999 : John Waters
- 2000 : Christine Vachon
- 2001 : Ted Hope (en) et James Schamus
- 2002 : Gus Van Sant
- 2003 : Todd Haynes
- 2004 : Jim Jarmusch
- 2005 : Mary Harron
- 2006 : Gregg Araki
- 2007 : Todd Solondz
- 2008 : Quentin Tarantino
- 2009 : Guy Maddin
- 2010 : Kevin Smith
- 2011 : Darren Aronofsky
- 2012 : Roger Corman
- 2013 : Harmony Korine
- 2014 : David Cronenberg
- 2015 : Bobcat Goldthwait
- 2016 : Ang Lee
- 2017 : Sofia Coppola
- 2018 : Sean Baker
- 2019 : John Cameron Mitchell

## Prix d'excellence en interprétation
- 2002 : Marcia Gay Harden
- 2006 : Lili Taylor
- 2007 : Alan Cumming
- 2008 : Gael García Bernal
- 2009 : Alessandro Nivola
- 2010 : Tilda Swinton
- 2011 : Vera Farmiga
- 2012 : Parker Posey
- 2013 : Matt Dillon
- 2014 : Patricia Clarkson
- 2016 : Cynthia Nixon
- 2017 : Chloë Sevigny
- 2018 : Molly Shannon
- 2019 : Judith Light

## Réalisation professionnelle
- 2007 : Kathleen Turner
- 2008 : Michael Childers
- 2009 : Strand Releasing
- 2011 : Albert Maysles

## Prix commémoratifFaith Hubley
- 2003 : Mira Nair
- 2008 : Jane Lynch
- 2010 : Rob Epstein et Jeffrey Friedman
- 2012 : Kirby Dick
- 2013 : Edward Lachman
- 2014 : Debra Winger
- 2015 : Jennifer Coolidge

## Prix Next Wave
- 2017: Aubrey Plaza
- 2018: Chloë Grace Moretz
- 2019: Jillian Bell

## références
1. ↑  Cox, « Provincetown fetes A-listers », Variety, 27 avril 2010 (consulté le 14 décembre 2012)
2. ↑  Tim Miller, « Festival winners », Cape Cod Times,‎ 21 juin 2010 (lire en ligne, consulté le 14 décembre 2012)
3. ↑  Howard Karren, « Winners aplenty at Provincetown International Film Festival », Wicked Local,‎ 23 juin 2010 (lire en ligne, consulté le 14 décembre 2012)
4. ↑  « FILMMAKER ON THE EDGE » (consulté le 14 décembre 2012)